# Ruprecht Wimmer
Ruprecht Wimmer (* 18. September 1942 in München) ist ein deutscher Germanist und war langjähriger Präsident der Katholischen Universität Eichstätt-Ingolstadt.

## Leben
Nach dem Abitur studierte Ruprecht Wimmer Germanistik und klassische Philologie an der Universität München auf Lehramt, machte das Staatsexamen in Deutsch, Latein und Griechisch. Im Anschluss daran war er Studienreferendar in München sowie Hochschulassistent an den Universitäten von München und Münster (Westfalen). 1980 habilitierte er sich im Fach Neuere deutsche Literatur an der Universität Münster. Nach einer Lehrtätigkeit in Saint-Etienne (Frankreich), wurde er 1982 zum Professor für Neuere deutsche Literatur an der Katholischen Universität Eichstätt berufen.
Von 1993 bis 1996 war er Vizepräsident der Universität Eichstätt, von 1996 bis 2008 war er deren Präsident.
Wimmer ist verheiratet mit Françoise, hat zwei Söhne und eine Tochter.

## Schwerpunkte
Wissenschaftlicher Schwerpunkt von Ruprecht Wimmer waren Leben und Werk von Thomas Mann.

## Mitgliedschaften
- Thomas-Mann-Gesellschaft[3]
- Görres-Gesellschaft (Beirat)
- Europäischen Akademie der Wissenschaften und Künste
- Institut für osteuropäische Kirchengeschichte
- Grimmelshausen-Gesellschaft (Vorstandsmitglied)
- Hochschulrat der Universität Vechta (2005–2019 Mitglied, 2007–2019 Vorsitzender)[4]
- Hochschulrat der Universität Passau (externes Mitglied)[5]

## Ehrungen
- 2011 Thomas Mann-Medaille der Deutschen Thomas Mann-Gesellschaft in Lübeck
- Ehrendoktor der Universität Oradea (Rumänien)[6][7]